# Marek Jaroszewski

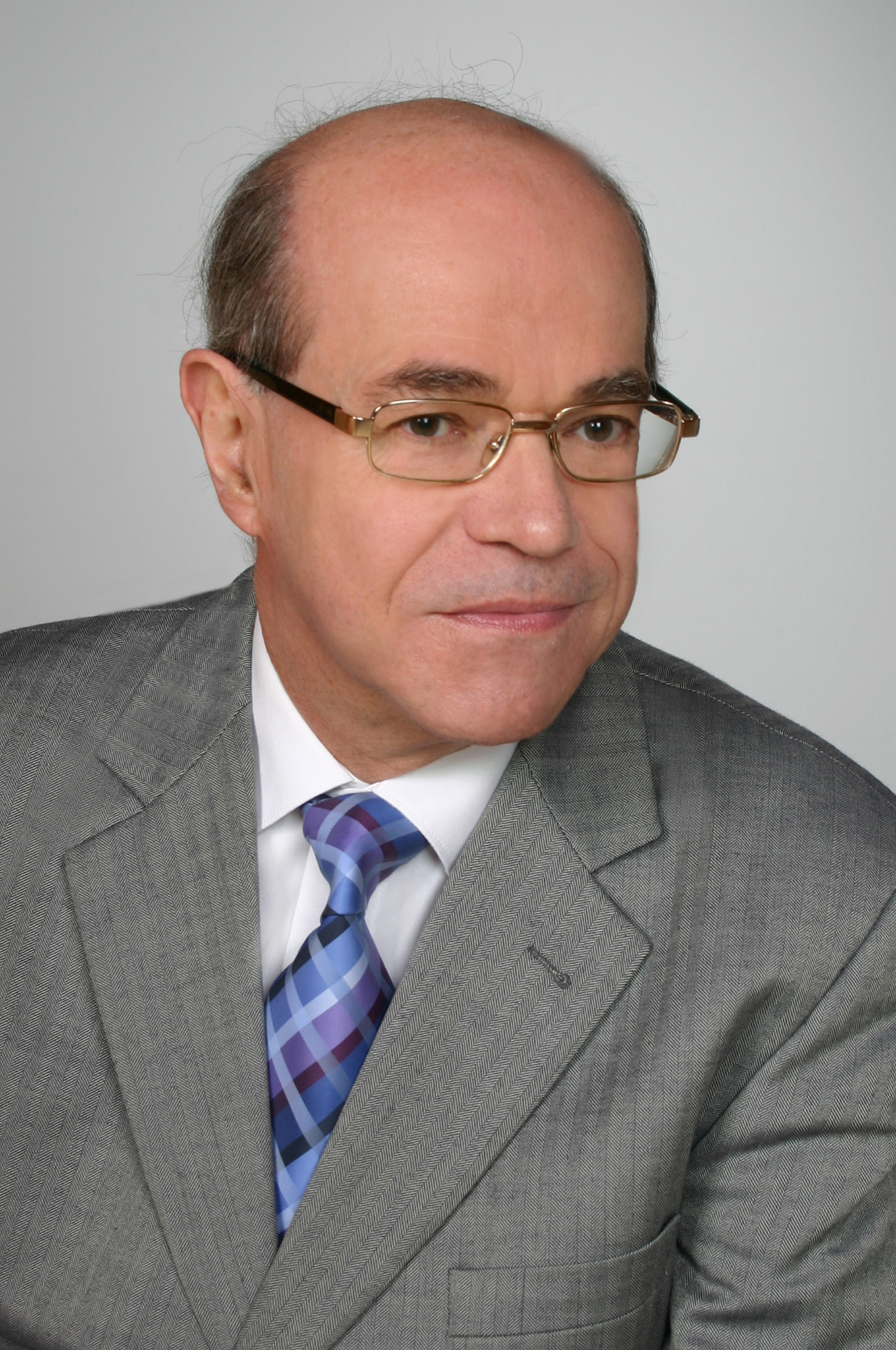
Marek Jaroszewski 2008

Marek Maria Józef Jaroszewski (* 1. Januar 1944 in Otwock) ist ein polnischer Germanist und Literaturwissenschaftler. Er ist ordentlicher emeritierter Professor der Universität Danzig. 

## Leben und Werk
Marek Jaroszewski wurde als Sohn von Franciszek Jaroszewski und Stanisława Jaroszewski geb. Migdalski geboren. Seit 1957 besuchte er die Allgemeinbildende Oberschule Nr. 33 in Otwock und machte 1961 das Abitur. Anschließend studierte er bis 1966 an der Universität Warschau Germanistik und erwarb den Magistertitel. Er schrieb unter der Betreuung von Elida Maria Szarota  seine Dissertation über E. T. A. Hoffmanns Roman Kater Murr und wurde 1975 promoviert. 
Im Jahr 1991 habilitierte er sich mit einer Arbeit zum polnischen Novemberaufstand in der zeitgenössischen deutschen Literatur und Historiographie und wurde 2007 zum Professor ernannt. In den Jahren 1967–2008 arbeitete er zunächst an der Universität Warschau, dann seit 1994 an der Universität Danzig, wo er 1996/97 den Lehrstuhl für Germanistik und von 1997 bis 2002 das Germanistische Institut leitete. 2009 wurde er emeritiert.
Seine Forschungsschwerpunkte umfassten die Neuere Deutsche Literatur, Deutsch-polnische Literaturbeziehungen, Danziger Literatur, Rezeption der deutschen Literatur in Polen und Geschichte der polnischen Germanistik. 
Jaroszewski  war Verfasser bzw. Mitverfasser von sechs Büchern und Herausgeber bzw. Mitherausgeber von zwölf Einzelpublikationen. Außerdem schrieb er u. a. eine Bibliografie, Aufsätze und Rezensionen sowie enzyklopädische Stichwörter.
Er nahm an Kongressen, Konferenzen und Symposien im In- und Ausland teil und hielt Gastvorlesungen in Deutschland und Polen. Er war Organisator und Mitorganisator von wissenschaftlichen Konferenzen und Kongressen. Er gehörte dem Verband Polnischer Germanisten, der Günter-Grass-Gesellschaft in Danzig, der Harro-Harring-Gesellschaft e.V., der  E.T.A. Hoffmann-Gesellschaft und der Internationalen Novalis-Gesellschaft an.

## Veröffentlichungen (Auswahl)
- Der Novemberaufstand in der zeitgenössischen deutschen Literatur und Historiographie. Warschau 1989.
- Der polnische Novemberaufstand in der zeitgenössischen deutschen Literatur und Historiographie. Warschau 1992.
- Der polnische Novemberaufstand in der deutschen Literatur und Historiographie. Auswahlbibliographie 1830–1993. (= Studia Niemcoznawcze 10, 1993).
- Literatur und Geschichte. Studien zu den deutsch-polnischen Wechselbeziehungen im 19. und 20. Jahrhundert. Warschau 1995.
- als Hrsg.: 1000 Jahre Danzig in der deutschen Literatur. Studien und Beiträge. (= Studia Germanica Gedanensia, H. 5), Danzig 1998.
- Hrsg. mit Wolfgang Drost: Standpunkte/Punkty widzenia. Zum Verständnis deutsch-polnischer Probleme/O problemach polsko-niemieckich. Danzig und Siegen 1999.
- Hrsg. mit Marion Brandt und Mirosław Ossowski:  Günter Grass. Literatur – Kunst – Politik. Dokumentation der internationalen Konferenz 4.–6.10.2007 in Danzig. Sopot 2008.